# بلک‌پینک: فیلم
بلک‌پینک: فیلم (انگلیسی: Blackpink: The Movie; کره‌ای: 블랙핑크: 더 무비) به صورت BLɅϽKPIИK THE MOVIE نیز نوشته می‌شود، یک فیلم مستند محصول کره جنوبی در سال ۲۰۲۱ به کارگردانی اوه یون دونگ و جونگ سو یی و با حضور گروه دخترانه اهل کره جنوبی، بلک‌پینک است. این فیلم در ۴ اوت ۲۰۲۱ در کره جنوبی و سراسر جهان منتشر شد.

## بازیگران
- جیسو
- جنی
- رزی
- لیسا